# Kanton Poissy
Der Kanton Poissy ist seit 2015 ein französischer Wahlkreis im Arrondissement Saint-Germain-en-Laye im Département Yvelines in der Region Île-de-France. Hauptort ist Poissy.

## Geschichte
Der Kanton wurde anlässlich der kantonalen Neuordnung des Jahres 2015 neu gebildet. Vor dieser Neuordnung bestanden die Kantone Poissy-Nord und Poissy-Sud. Bereits zwischen 1800 und 1967 hatte schon einmal ein Kanton Poissy bestanden. 

## Gemeinden
Der Kanton besteht aus drei Gemeinden mit insgesamt 82.406 Einwohnern (Stand: 1. Januar 2022) auf einer Gesamtfläche von 29,91 km²:
| Gemeinde              | Einwohner 1. Januar 2022 | Fläche km² | Dichte Einw./km² | Code INSEE | Postleitzahl |
| --------------------- | ------------------------ | ---------- | ---------------- | ---------- | ------------ |
| Achères               | 21.663                   | 9,44       | 2.295            | 78005      | 78260        |
| Carrières-sous-Poissy | 19.951                   | 7,19       | 2.775            | 78123      | 78955        |
| Poissy                | 40.792                   | 13,28      | 3.072            | 78498      | 78300        |
| Kanton Poissy         | 82.406                   | 29,91      | 2.755            | 7813       | –            |